# مرداش
مرداش (به عربی: مرداش) یک روستا در سوریه است که در ناحیه شطحه واقع شده‌است. مرداش ۱٬۸۹۹ نفر جمعیت دارد.